# 紐科姆 (新墨西哥州)
紐科姆（英語：Newcomb）是位於美國新墨西哥州聖胡安縣的普查規定居民點。

## 人口
根據2020年美國人口普查的數據，紐科姆的面積為25.07平方千米，皆為陸地。當地共有人口494人，而人口密度為每平方千米19.7人。